# Cyber- und Informationsraum
Cyber- und Informationsraum (svenska: cyber- och informationsrymden, CIR) är den nyaste försvarsgrenen av Tysklands försvarsmakt som ansvarar för cyber- och informationsrymden. Befälhavare för cyber- och informationsrymden är Vizeadmiral Thomas Daum och Generalmajor Jürgen Setzer.

## Historia
Som svar på digitaliseringen har Bundeswehr sedan den 1 april 2017 samlat alla uppgifter och kompetenser på detta område i det sjätte militära organisationsområdet Cyber- und Informationsraum. Tidigare var de fördelade på olika områden.

## Uppgifter
I motsvarighet till hur armén, flygvapnet och marinen ansvarar för land-, luft-, rymd- och havsoperationer, har medlemmarna i den nya organisatoriska enheten ett helhetsansvar för cyber- och informationsrymden.
- CIR måste överföra, bearbeta och hantera information på ett effektivt sätt inom Tyskland och även i de länder där Bundeswehr är utplacerad i
- Militära underrättelse ska skydda tyska och allierade soldater och ge en omfattande bild av situationer. I detta sammanhang är det viktigt att upptäcka och försvara avvikelser och attacker inom Bundeswehrs eget digitala territorium
- Geoinformationstjänsten bidrar till att geofaktorer och deras situationsrelaterade effekter tas med i planerings- och beslutsprocesserna
- Genom att samarbeta med andra nationella och internationella institutioner bidrar medlemmarna i CIR till Tysklands säkerhetsberedskap

## Organisation

### Personal
I cyber- och inforamtionsrymden arbetar totalt cirka 14 100 personer. Andelen kvinnor är cirka 1 400.

### Struktur
- Kommando Cyber- und Informationsraum (Bonn)
  -  Kommando Informationstechnik der Bundeswehr (Bonn)
    -  Dienstältester Deutscher Offizier / Deutscher Anteil 1st NATO Signal Battalion (Wesel)
    -  Betriebszentrum IT-System der Bundeswehr (Rheinbach)
    -  Informationstechnikbataillon 281 (Gerolstein)
    -  Informationstechnikbataillon 282 (Kastellaun)
    -  Informationstechnikbataillon 292 (Dillingen an der Donau)
    -   Informationstechnikbataillon 293 (Murnau am Staffelsee)
    -  Informationstechnikbataillon 381 (Storkow)
    -  Informationstechnikbataillon 383 (Erfurt)
    -  Schule Informationstechnik der Bundeswehr (Pöcking)
    -  Zentrum für Cyber-Sicherheit  der Bundeswehr (Euskirchen)
    -  Zentrum für Softwarekompetenz der Bundeswehr (Flamersheim)

  -  Kommando Strategische Aufklärung (Gelsdorf)
    -  Auswertezentrale Elektronische Kampfführung (Daun)
    -  Schule für Strategische Aufklärung der Bundeswehr (Mürwik)
    -  Zentrale Untersuchungsstelle der Bundeswehr für Technische Aufklärung (Hof)
    -  Zentrale Abbildende Aufklärung (Gelsdorf)
    -  Zentrum Operative Kommunikation der Bundeswehr (Mayen)
    -  Zentrum Cyber-Operationen (Rheinbach)
    -  Bataillon Elektronische Kampfführung 911 (Nienburg)
    -  Bataillon Elektronische Kampfführung 931 (Daun)
    -  Bataillon Elektronische Kampfführung 932 (Frankenberg)

  -  Zentrum für Geoinformationswesen der Bundeswehr (Euskirchen)

## Utrustning

### Fordon
| Fordon    | Ursprung | Typ                               | Variant       | Aktiva |
| --------- | -------- | --------------------------------- | ------------- | ------ |
| ATF Dingo | Tyskland | Transportfordon                   |               |        |
| Duro      | Schweiz  | Transportfordon                   | 3 YAK         |        |
| Fuchs     | Tyskland | Elektronisk krigföringRadarsystem | HummelKWS RMB | 87     |

### Sensorer
| Sensor                           | Typ                    |
| -------------------------------- | ---------------------- |
| Micro-Point of Presence          | Närvaropunkt           |
| Ballonger och radiosonder        | Mätinstrument          |
| SAR-Lupe                         | Spionsatellit          |
| SATCOMBw                         | Kommunikationssatellit |
| Terrestrische Übertragungssystem | Sändare                |
| TETRAPOL                         | PMR-system             |